# Muiñeira
Die Muiñeira ist ein keltiberischer Tanz im 6/8-Rhythmus, genauer gesagt kommt er aus dem nordspanischen und nordportugiesischen Raum.
Sein Charakter ist synkopisch, manchmal punktiert und erinnert mit etwas Fantasie an den Jig (Gigue), wobei dieser Tanz eben kein Jig ist, sondern eine eigene Tanzform. Die Muiñeira wird häufig mit der Gaita, einem spanischen Dudelsack, gespielt, aber auch mit Instrumenten, die in der gesamten Sessionszene rund um die keltische Musik bekannt sind, wie etwa Fiddle, Whistle, Bouzouki, Zister, Concertina.
Eine traditionelle Banda besteht aus einer Gaita, einer Bomba (Basstrommel) und einer Tamburil (galizische Rührtrommel). Getanzt wird die Muiñeira sehr komplex.